# Major League Soccer 2018
Die 23. Major-League-Soccer-Saison begann am 3. März 2018 mit der Regular Season. Diese endete am 28. Oktober, anschließend wurden ab dem 31. Oktober die Play-offs ausgespielt, welche am 8. Dezember mit dem Endspiel um den MLS Cup ihren Höhepunkt fanden. Es nahmen 23 Mannschaften an der Liga teil, 20 davon stammten aus den Vereinigten Staaten und drei aus Kanada. Titelverteidiger des MLS Cups und des Supporters’ Shield war der Toronto FC.
Während der Fußball-Weltmeisterschaft 2018 ruhte der Spielbetrieb für neun Tage.

## Änderungen gegenüber der Saison 2017
- Der Los Angeles FC nahm als 23. Franchise an der Major League Soccer teil.
- D.C. United spielte seine erste Saison im Audi Field, einem reinen Fußballstadion.
- Aufgrund einer Modus-Reform der CONCACAF Champions League qualifizierten sich die Sieger der MLS Cups 2017 und 2018 sowie des U.S. Open Cups 2018 für die CONCACAF Champions League 2019, ebenso die statistisch beste Mannschaft der Spielzeiten 2017 und 2018. Kanadische Mannschaften, die sich nur über die kanadischen Play-offs qualifizieren können, wären hier durch die jeweils statistisch beste US-amerikanische Mannschaft der Saisons 2017 und 2018 ersetzt worden.[2]

## Saisonverlauf
Der neu gegründete Los Angeles FC erreichte in seiner ersten Spielzeit mit Rang 3 in der Western Conference und Platz 5 in der Gesamttabelle der Saison die MLS Cup Play-offs Knockout Round. Als punktbeste Mannschaft der Saison 2018 erhielten die New York Red Bulls zum insgesamt dritten Mal den Supporters’ Shield und qualifizierten sich für die CONCACAF Champions League 2019. Darüber hinaus schlugen sie mit 71 Saisonpunkten den vorherigen Rekord des Toronto FC aus der Vorsaison. Houston Dynamo gewann hingegen zum ersten Mal den Lamar Hunt U.S. Open Cup, der Toronto FC war zum siebten Mal in der Canadian Championship erfolgreich. Das beste Ergebnis der Spielzeiten 2018 & 2019 lieferte Atlanta United mit einer Gesamtpunktzahl von 124.
Mit seinem 28. von insgesamt 31 Treffern in der Regular Season knackte der Venezolaner Josef Martínez von Atlanta United einen 22 Jahre alten Torrekord.
Im Dezember 2018 wurde Martínez darüber hinaus mit 48 % der Stimmen zum MVP der Regular Season gewählt, hinter ihm folgten Miguel Almirón (15 %) und Zlatan Ibrahimović (12 %).
Atlanta holte durch ein 2:0 im Finale gegen die Portland Timbers seinen ersten MLS-Cup.

## Teilnehmende Mannschaften
In der Saison 2018 nahmen 23 Franchises an der Major League Soccer teil. 20 der 23 Franchises waren in den Vereinigten Staaten, drei in Kanada beheimatet. Die in der durch den Mississippi River geteilten Karte mit einem blauen Punkt markierten Mannschaften spielten in der Western, die mit einem roten Punkt markierten in der Eastern Conference.
| Atlanta |

| Bridgeview |

| Commerce City |

| Columbus |

| Washington, D.C. |

| Frisco |

| Houston |

| Carson |

| Los Angeles |

| Golden Valley |

| Montreal |

| Foxborough |

| New York City |

| Harrison |

| Orlando |

| Chester |

| Portland |

| Sandy |

| San José |

| Seattle |

| Kansas City |

| Toronto |

| Vancouver |

| Franchise              | Standort                    | Stadion                    | Kapazität |
| ---------------------- | --------------------------- | -------------------------- | --------- |
| Atlanta United         | Atlanta, Georgia            | Mercedes-Benz Stadium      | 42.500    |
| Chicago Fire           | Bridgeview, Illinois        | Toyota Park                | 20.000    |
| Colorado Rapids        | Commerce City, Colorado     | Dick’s Sporting Goods Park | 18.000    |
| Columbus Crew          | Columbus, Ohio              | Mapfre Stadium             | 20.145    |
| D.C. United            | Washington, D.C.            | Audi Field                 | 20.000    |
| FC Dallas              | Frisco, Texas               | Toyota Stadium             | 20.500    |
| Houston Dynamo         | Houston, Texas              | BBVA Compass Stadium       | 22.000    |
| LA Galaxy              | Carson, Kalifornien         | StubHub Center             | 27.000    |
| Los Angeles FC         | Los Angeles, Kalifornien    | Banc of California Stadium | 22.000    |
| Minnesota United       | Golden Valley, Minnesota    | TCF Bank Stadium           | 52.525    |
| Montreal Impact        | Montreal, Québec            | Stade Saputo               | 20.801    |
| New England Revolution | Foxborough, Massachusetts   | Gillette Stadium           | 22.385    |
| New York City FC       | New York City, New York     | Yankee Stadium             | 33.444    |
| New York Red Bulls     | Harrison, New Jersey        | Red Bull Arena             | 25.000    |
| Orlando City           | Orlando, Florida            | Orlando City Stadium       | 25.500    |
| Philadelphia Union     | Chester, Pennsylvania       | Talen Energy Stadium       | 18.500    |
| Portland Timbers       | Portland, Oregon            | Providence Park            | 22.000    |
| Real Salt Lake         | Sandy, Utah                 | Rio Tinto Stadium          | 20.000    |
| San José Earthquakes   | San José, Kalifornien       | Avaya Stadium              | 18.000    |
| Seattle Sounders       | Seattle, Washington         | CenturyLink Field          | 39.115    |
| Sporting Kansas City   | Kansas City, Missouri       | Children’s Mercy Park      | 18.500    |
| Toronto FC             | Toronto, Ontario            | BMO Field                  | 30.991    |
| Vancouver Whitecaps    | Vancouver, British Columbia | BC Place Stadium           | 21.000    |

## Regular Season

### Tabellen

#### Eastern Conference
| Pl.                            | Verein                 | Sp. | S  | U  | N  | Tore    | Diff. | Punkte |
| ------------------------------ | ---------------------- | --- | -- | -- | -- | ------- | ----- | ------ |
| 1.                             | New York Red Bulls     | 34  | 22 | 5  | 7  | 062:330 | +29   | 71     |
| 2.                             | Atlanta United         | 34  | 21 | 6  | 7  | 070:440 | +26   | 69     |
| 3.                             | New York City FC       | 34  | 16 | 8  | 10 | 059:450 | +14   | 56     |
| 4.                             | D.C. United            | 34  | 14 | 9  | 11 | 060:500 | +10   | 51     |
| 5.                             | Columbus Crew          | 34  | 14 | 9  | 11 | 043:450 | −2    | 51     |
| 6.                             | Philadelphia Union     | 34  | 15 | 5  | 14 | 049:500 | −1    | 50     |
| 7.                             | Montreal Impact CAN    | 34  | 14 | 4  | 16 | 047:530 | −6    | 46     |
| 8.                             | New England Revolution | 34  | 10 | 11 | 13 | 049:550 | −6    | 41     |
| 9.                             | Toronto FC CAN         | 34  | 10 | 6  | 18 | 059:640 | −5    | 36     |
| 10.                            | Chicago Fire           | 34  | 8  | 8  | 18 | 048:610 | −13   | 32     |
| 11.                            | Orlando City           | 34  | 8  | 4  | 22 | 043:740 | −31   | 28     |
| Stand: Ende der Regular Season |                        |     |    |    |    |         |       |        |

#### Western Conference
| Pl.                            | Verein                  | Sp. | S  | U | N  | Tore    | Diff. | Punkte |
| ------------------------------ | ----------------------- | --- | -- | - | -- | ------- | ----- | ------ |
| 1.                             | Sporting Kansas City    | 34  | 18 | 8 | 8  | 065:400 | +25   | 62     |
| 2.                             | Seattle Sounders        | 34  | 18 | 5 | 11 | 052:370 | +15   | 59     |
| 3.                             | Los Angeles FC          | 34  | 16 | 9 | 9  | 068:520 | +16   | 57     |
| 4.                             | FC Dallas               | 34  | 16 | 9 | 9  | 052:440 | +8    | 57     |
| 5.                             | Portland Timbers        | 34  | 15 | 9 | 10 | 054:480 | +6    | 54     |
| 6.                             | Real Salt Lake          | 34  | 14 | 7 | 13 | 055:580 | −3    | 49     |
| 7.                             | LA Galaxy               | 34  | 13 | 9 | 12 | 066:640 | +2    | 48     |
| 8.                             | Vancouver Whitecaps CAN | 34  | 13 | 8 | 13 | 054:670 | −13   | 47     |
| 9.                             | Houston Dynamo          | 34  | 10 | 8 | 16 | 058:580 | ±0    | 38     |
| 10.                            | Minnesota United        | 34  | 11 | 3 | 20 | 049:710 | −22   | 36     |
| 11.                            | Colorado Rapids         | 34  | 8  | 7 | 19 | 036:630 | −27   | 31     |
| 12.                            | San José Earthquakes    | 34  | 4  | 9 | 21 | 049:710 | −22   | 21     |
| Stand: Ende der Regular Season |                         |     |    |   |    |         |       |        |

| Nach der Regular Season: |                                                     |
|                          |                                                     |
|                          | Teilnahme am MLS Cup Play-offs Conference-Semifinal |
|                          | Teilnahme an der MLS Cup Play-offs Knockout Round   |

#### Gesamttabelle 2018
| Pl.                            | Verein                  | Sp. | S  | U  | N  | Tore    | Diff. | Punkte |
| ------------------------------ | ----------------------- | --- | -- | -- | -- | ------- | ----- | ------ |
| 1.                             | New York Red Bulls      | 34  | 22 | 5  | 7  | 062:330 | +29   | 71     |
| 2.                             | Atlanta United          | 34  | 21 | 6  | 7  | 070:440 | +26   | 69     |
| 3.                             | Sporting Kansas City    | 34  | 18 | 8  | 8  | 065:400 | +25   | 62     |
| 4.                             | Seattle Sounders        | 34  | 18 | 5  | 11 | 052:370 | +15   | 59     |
| 5.                             | Los Angeles FC          | 34  | 16 | 9  | 9  | 068:520 | +16   | 57     |
| 6.                             | FC Dallas               | 34  | 16 | 9  | 9  | 052:440 | +8    | 57     |
| 7.                             | New York City FC        | 34  | 16 | 8  | 10 | 059:450 | +14   | 56     |
| 8.                             | Portland Timbers        | 34  | 15 | 9  | 10 | 054:480 | +6    | 54     |
| 9.                             | D.C. United             | 34  | 14 | 9  | 11 | 060:500 | +10   | 51     |
| 10.                            | Columbus Crew           | 34  | 14 | 9  | 11 | 043:450 | −2    | 51     |
| 11.                            | Philadelphia Union      | 34  | 15 | 5  | 14 | 049:500 | −1    | 50     |
| 12.                            | Real Salt Lake          | 34  | 14 | 7  | 13 | 055:580 | −3    | 49     |
| 13.                            | LA Galaxy               | 34  | 13 | 9  | 12 | 066:640 | +2    | 48     |
| 14.                            | Vancouver Whitecaps CAN | 34  | 13 | 8  | 13 | 054:670 | −13   | 47     |
| 15.                            | Montreal Impact CAN     | 34  | 14 | 4  | 16 | 047:530 | −6    | 46     |
| 16.                            | New England Revolution  | 34  | 10 | 11 | 13 | 049:550 | −6    | 41     |
| 17.                            | Houston Dynamo          | 34  | 10 | 8  | 16 | 058:580 | ±0    | 38     |
| 18.                            | Minnesota United        | 34  | 11 | 3  | 20 | 049:710 | −22   | 36     |
| 19.                            | Toronto FC CAN          | 34  | 10 | 6  | 18 | 059:640 | −5    | 36     |
| 20.                            | Chicago Fire            | 34  | 8  | 8  | 18 | 048:610 | −13   | 32     |
| 21.                            | Colorado Rapids         | 34  | 8  | 7  | 19 | 036:630 | −27   | 31     |
| 22.                            | Orlando City            | 34  | 8  | 4  | 22 | 042:740 | −32   | 28     |
| 23.                            | San José Earthquakes    | 34  | 4  | 9  | 21 | 049:710 | −22   | 21     |
| Stand: Ende der Regular Season |                         |     |    |    |    |         |       |        |

| Nach der Saison: |                                                 |
|                  |                                                 |
|                  | Teilnahme an der CONCACAF Champions League 2019 |

#### Gesamttabelle 2017 & 2018
in dieser Tabelle werden nur US-amerikanische Mannschaften gelistet
| Pl.                            | Verein                 | Sp. | S  | U  | N  | Tore    | Diff. | Punkte |
| ------------------------------ | ---------------------- | --- | -- | -- | -- | ------- | ----- | ------ |
| 1.                             | Atlanta United         | 68  | 36 | 16 | 16 | 140:840 | +56   | 124    |
| 2.                             | New York Red Bulls     | 68  | 36 | 13 | 19 | 115:800 | +35   | 121    |
| 3.                             | New York City FC       | 68  | 32 | 17 | 19 | 115:880 | +27   | 113    |
| 4.                             | Seattle Sounders       | 68  | 32 | 16 | 20 | 104:760 | +28   | 112    |
| 5.                             | Sporting Kansas City   | 68  | 30 | 21 | 17 | 105:690 | +36   | 111    |
| 6.                             | Portland Timbers       | 68  | 30 | 17 | 21 | 114:980 | +16   | 107    |
| 7.                             | Columbus Crew          | 68  | 30 | 15 | 23 | 096:940 | +2    | 105    |
| 8.                             | FC Dallas              | 68  | 27 | 22 | 19 | 100:920 | +8    | 103    |
| 9.                             | Real Salt Lake         | 68  | 27 | 13 | 28 | 104:113 | −9    | 94     |
| 10.                            | Philadelphia Union     | 68  | 26 | 14 | 28 | 099:970 | +2    | 92     |
| 11.                            | Houston Dynamo         | 68  | 23 | 19 | 26 | 115:103 | +12   | 88     |
| 12.                            | Chicago Fire           | 68  | 24 | 15 | 29 | 106:105 | +1    | 87     |
| 13.                            | New England Revolution | 68  | 23 | 17 | 28 | 102:116 | −14   | 86     |
| 14.                            | D.C. United            | 68  | 23 | 14 | 31 | 091:110 | −19   | 83     |
| 15.                            | LA Galaxy              | 68  | 21 | 17 | 30 | 111:131 | −20   | 80     |
| 16.                            | Minnesota United       | 68  | 21 | 9  | 38 | 097:141 | −44   | 72     |
| 17.                            | Orlando City           | 68  | 18 | 13 | 37 | 082:132 | −50   | 67     |
| 18.                            | San José Earthquakes   | 68  | 17 | 16 | 35 | 084:126 | −42   | 67     |
| 19.                            | Colorado Rapids        | 68  | 17 | 13 | 38 | 067:114 | −47   | 64     |
| 20.                            | Los Angeles FC         | 34  | 16 | 9  | 9  | 068:520 | +16   | 57     |
| Stand: Ende der Regular Season |                        |     |    |    |    |         |       |        |

| Nach der Saison: |                                                 |
|                  |                                                 |
|                  | Teilnahme an der CONCACAF Champions League 2019 |

### Torschützen
Die folgende Liste enthält die Rangliste der Torschützen der Regular Season. Bei Gleichstand sind die Torschützen nach dem Alphabet sortiert (Nach- oder Künstlername).
| Rang | Spieler                 | Verein              | Tore |
| ---- | ----------------------- | ------------------- | ---- |
| 1.   | Josef Martínez          | Atlanta United      | 31   |
| 2.   | Zlatan Ibrahimović      | LA Galaxy           | 22   |
| 3.   | Bradley Wright-Phillips | New York Red Bulls  | 20   |
| 4.   | Mauro Manotas           | Houston Dynamo      | 19   |
| 4.   | Gyasi Zardes            | Columbus Crew       | 19   |
| 6.   | Ignacio Piatti          | Montreal Impact     | 16   |
| 7.   | Nemanja Nikolics        | Chicago Fire        | 15   |
| 8.   | Kei Kamara              | Vancouver Whitecaps | 14   |
| 8.   | Ola Kamara              | LA Galaxy           | 14   |
| 8.   | David Villa             | New York City FC    | 14   |

Stand: Ende der Regular Season

## MLS Cup Play-offs
Die MLS Cup Play-offs 2018 begannen mit den Spielen der Knockout-Round am 31. Oktober 2018. In Klammern ist die Platzierung in der jeweiligen Conference-Tabelle aus der Regular Season angegeben. So trafen die jeweils rangniedrigeren Siegermannschaften auf die bereits für die Conference-Semifinals qualifizierten New York Red Bulls bzw. Sporting Kansas City und die jeweils ranghöheren Teams auf Atlanta United und die Seattle Sounders. Das Team der beiden MLS-Cup-Finalisten mit der höheren Platzierung in der Gesamttabelle der Saison 2018 hatte im Finale das Heimrecht. 

### Knockout-Round
Eastern Conference
Die Spiele fanden am 31. Oktober und 1. November 2018 statt.
|                      | Ergebnis                  |                        |
| -------------------- | ------------------------- | ---------------------- |
| New York City FC [3] | 3:1 (2:0)                 | Philadelphia Union [6] |
| D.C. United [4]      | 2:3 n. E. (2:2, 1:1, 1:1) | Columbus Crew [5]      |

Western Conference
Die Spiele fanden am 31. Oktober und 1. November 2018 statt.
|                    | Ergebnis  |                      |
| ------------------ | --------- | -------------------- |
| FC Dallas [4]      | 1:2 (0:1) | Portland Timbers [5] |
| Los Angeles FC [3] | 2:3 (1:1) | Real Salt Lake [6]   |

### Conference-Halbfinals
Eastern Conference
Die Spiele fanden am 4. und 11. November 2018 statt.
|                      | Gesamt |                        | Hinspiel  | Rückspiel |
| -------------------- | ------ | ---------------------- | --------- | --------- |
| New York City FC [3] | 1:4    | Atlanta United [2]     | 0:1 (0:1) | 1:3 (1:2) |
| Columbus Crew [5]    | 1:3    | New York Red Bulls [1] | 1:0 (0:0) | 0:3 (0:1) |

Western Conference
Die Spiele fanden am 4. und 8. (Portland – Seattle) bzw. am 4. und 11. November (RSL – SKC) statt.
|                      | Gesamt    |                          | Hinspiel  | Rückspiel            |
| -------------------- | --------- | ------------------------ | --------- | -------------------- |
| Portland Timbers [5] | 4:2 n. E. | Seattle Sounders [2]     | 2:1 (2:1) | 2:3 n. V. (1:2, 0:0) |
| Real Salt Lake [6]   | 3:5       | Sporting Kansas City [1] | 1:1 (0:0) | 2:4 (0:2)            |

### Conference-Finals
Die Spiele fanden am 25. und 29. November 2018 statt.
Eastern Conference
|                    | Gesamt |                        | Hinspiel  | Rückspiel |
| ------------------ | ------ | ---------------------- | --------- | --------- |
| Atlanta United [2] | 3:1    | New York Red Bulls [1] | 3:0 (1:0) | 0:1 (0:0) |

Western Conference
|                      | Gesamt |                          | Hinspiel | Rückspiel |
| -------------------- | ------ | ------------------------ | -------- | --------- |
| Portland Timbers [5] | 3:2    | Sporting Kansas City [1] | 0:0      | 3:2 (0:1) |

### MLS-Cup-Finale
Da Atlanta United (2.) in der Gesamttabelle besser abgeschnitten hatte als die Portland Timbers (8.), fand das Spiel im Mercedes-Benz Stadium in Atlanta, Georgia statt.
| Atlanta United                                                              | Atlanta United | Portland Timbers | Portland Timbers | Aufstellung                                       |
| --------------------------------------------------------------------------- | --- | --- | ---------------- | ------------------------------------------------- |
| Atlanta United                                                              | \| 8. Dezember 2018, 20:00 Uhr EST in Atlanta, Georgia (Mercedes-Benz Stadium) \| \| Ergebnis: 2:0 (1:0) \| \| Zuschauer: 73.019 \| \| Schiedsrichter: Alan Kelly \| \| Spielbericht \|                                                                                               | \| 8. Dezember 2018, 20:00 Uhr EST in Atlanta, Georgia (Mercedes-Benz Stadium) \| \| Ergebnis: 2:0 (1:0) \| \| Zuschauer: 73.019 \| \| Schiedsrichter: Alan Kelly \| \| Spielbericht \|                                                                              | Portland Timbers | Aufstellung Atlanta United gegen Portland Timbers |
| Atlanta United                                                              | Brad Guzan – Leandro González Pírez, Michael Parkhurst , Jeff Larentowicz – Greg Garza (90+2. Chris McCann), Franco Escobar, Julian Gressel, Eric Remedi, Darlington Nagbe – Miguel Almirón (90+1. Ezequiel Barco), Josef Martínez (76. Héctor Villalba) Cheftrainer: Gerardo Martino | Jeff Attinella – Zarek Valentin, Larrys Mabiala, Liam Ridgewell, Jorge Villafaña – Diego Chará, David Guzmán (82. Alvas Powell), Diego Valeri – Andy Polo (68. Dairon Asprilla), Sebastián Blanco, Jeremy Ebobisse (59. Lucas Melano) Cheftrainer: Giovanni Savarese | Portland Timbers | Aufstellung Atlanta United gegen Portland Timbers |
| Atlanta United                                                              | 1:0 Martínez (39.) 2:0 Escobar (54.) | | Portland Timbers | Aufstellung Atlanta United gegen Portland Timbers |
| Atlanta United                                                              | McCann (90+4.) | Chará (80.) | Portland Timbers | Aufstellung Atlanta United gegen Portland Timbers |
| Atlanta United                                                              | Spieler des Spiels: Josef Martínez | | Portland Timbers | Aufstellung Atlanta United gegen Portland Timbers |
| 8. Dezember 2018, 20:00 Uhr EST in Atlanta, Georgia (Mercedes-Benz Stadium) | | |                  |                                                   |
| Ergebnis: 2:0 (1:0)                                                         | | |                  |                                                   |
| Zuschauer: 73.019                                                           | | |                  |                                                   |
| Schiedsrichter: Alan Kelly                                                  | | |                  |                                                   |
| Spielbericht                                                                | | |                  |                                                   |

## Nationale Pokalwettbewerbe
Hauptartikel: Lamar Hunt U.S. Open Cup 2018

Hauptartikel: Canadian Championship 2018
Die 20 US-amerikanischen Mannschaften der MLS nahmen am Lamar Hunt U.S. Open Cup 2018 teil, während die drei kanadischen MLS-Teams die Canadian Championship 2018 bestritten. Die beiden Turniere sind die Pokalrunden der USA bzw. Kanadas, die im K.o.-System ausgespielt werden. Die Sieger, Houston Dynamo und der Toronto FC, qualifizierten sich für die CONCACAF Champions League 2019.

## Internationale Wettbewerbe
An der CONCACAF Champions League 2018 nahmen der Seattle Sounders FC (als Gewinner des MLS Cup 2016), der FC Dallas (als Gewinner des MLS Supporters' Shield und des US Open Cups 2016), die New York Red Bulls (als Gewinner der MLS Eastern Conference 2016) und die Colorado Rapids (Finalist des MLS Supporters' Shield) teil. Der Toronto FC qualifizierte sich als Sieger der Canadian Championship 2016 und 2017. Toronto musste sich schließlich im Finale Deportivo Guadalajara geschlagen geben.
Für die CONCACAF Champions League 2019 qualifizierten sich die Gewinner der U.S. Open Cups 2017 und 2018, Sporting Kansas City und Houston Dynamo. Als fünftes Team wird auch der Sieger der Canadian Championship 2018, der Toronto FC, wieder international spielen. Des Weiteren qualifizierten sich die New York Red Bulls als statistisch zweitbeste Mannschaft der Spielzeiten 2017 und 2018, da sich der MLS-Cup-Sieger und die beste Mannschaft beider Spielzeiten, Atlanta United, bereits qualifiziert hatte.